# Alvarado (Texas)
Alvarado es una ciudad ubicada en el condado de Johnson en el estado estadounidense de Texas. En el Censo de 2010 tenía una población de 3785 habitantes y una densidad poblacional de 301,94 personas por kilómetro cuadrado.

## Geografía
Alvarado se encuentra ubicada en las coordenadas 32°24′22″N 97°12′58″O / 32.40611, -97.21611. Según la Oficina del Censo de los Estados Unidos, Alvarado tiene una superficie total de 12.54 km², de la cual 10.61 km² corresponden a tierra firme y (15.35 %) 1.92 km² es agua.

## Demografía
Según el censo de 2010, había 3785 personas residiendo en Alvarado. La densidad de población era de 301,94 hab./km². De los 3785 habitantes, Alvarado estaba compuesto por el 83.25 % blancos, el 5.55 % eran afroamericanos, el 0.45 % eran amerindios, el 0.48 % eran asiáticos, el 0 % eran isleños del Pacífico, el 7.45 % eran de otras razas y el 2.83 % pertenecían a dos o más razas. Del total de la población el 20.11 % eran hispanos o latinos de cualquier raza.